# Waldhambach, Bas-Rhin
Waldhambach là một xã thuộc tỉnh Bas-Rhin trong vùng Grand Est đông bắc Pháp.